# Pianoro delle Mascarene

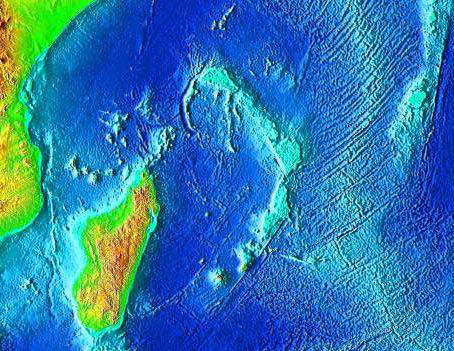
Vista topografica del pianoro.

Il pianoro delle Mascarene è un pianoro oceanico, considerato un vero e proprio continente sommerso, situato a nord-est del Madagascar e che si estende su 2 000 chilometri di lunghezza tra le isole Seychelles a nord e l'isola di Riunione a sud.
Formato dell'attività vulcanica del punto caldo di Riunione, il pianoro delle Mascarene si estende su una area di oltre 115.000 chilometri quadrati, che lo rende il più grande plateau dell'Oceano Indiano, ad eccezione del pianoro delle Kerguelen, situato nell'estremo sud.